# Szabanowo
Szabanowo – dawny folwark i cegielnia. Obecnie część Woropajewa na Białorusi, w obwodzie witebskim, w rejonie postawskim, w sielsowiecie Woropajewo.
Dawniej używana nazwa – Szanabnów.

## Historia
W czasach zaborów w gminie Postawy, w powiecie dzisieńskim, w guberni wileńskiej Imperium Rosyjskiego.
W dwudziestoleciu międzywojennym wieś leżała w Polsce, w województwie wileńskim, w powiecie duniłowickim, od 1926 w powiecie dziśnieńskim, w gminie Postawy, a następnie w gminie Woropajewo.
Według Powszechnego Spisu Ludności z 1921 roku zamieszkiwało tu 75 osób, 48 było wyznania rzymskokatolickiego, 15 prawosławnego a 12 ewangelickiego. Jednocześnie 48 mieszkańców zadeklarowało polską przynależność narodową, 12 białoruską, 12 niemiecką a 3 inną. Było tu 9 budynków mieszkalnych. W 1931 w 2 domach zamieszkiwało 15 osób.
Wierni należeli do parafii rzymskokatolickiej i prawosławnej w Duniłowiczach. Miejscowość podlegała pod Sąd Grodzki w Postawach i Okręgowy w Wilnie; właściwy urząd pocztowy mieścił się w Woropajewie.
Po agresji ZSRR na Polskę w 1939 roku wieś znalazła się w granicach BSRR. W latach 1941–1944 była pod okupacją niemiecką. Następnie leżała w BSRR. Od 1991 roku w Republice Białorusi.